# 225º Reggimento fanteria "Arezzo"
Il 225º Reggimento fanteria "Arezzo" è stata un'unità militare del Regio Esercito Italiano e dell'Esercito Italiano.

## Storia

### Le origini
Trae origini dal 225º Reggimento costituito il 18 maggio 1916 a Castelfranco Veneto con il concorso di più depositi reggimentali: 7º, 42º, 68º e 77º Fanteria. È servito per dare vita alla Brigata "Arezzo" insieme al 226º Reggimento.
Con l'applicazione della legge 11 marzo 1926 sull'ordinamento dell'esercito, prende il nome di 225º Reggimento Fanteria "Arezzo" ed a seguito della formazione delle Brigate su tre reggimenti viene assegnato alla XXIV Brigata di Fanteria unitamente al 13º e 14º Reggimento Fanteria "Pinerolo".
La sede del reggimento è dal 1926 fino al 1943 Ascoli Piceno.

### Nella guerra d'Etiopia (1935-1936)
Partecipa alla campagna in Africa Orientale inquadrato nella Divisione di Fanteria "Gran Sasso" operando nella zona dello Scirè nel febbraio-marzo 1936.
A partire dal 1º marzo 1937 viene assegnato alla Divisione motorizzata "Cirene" dislocata in Cirenaica. Dal 1º marzo 1938 è trasformato in 158º Reggimento Fanteria "Liguria" con aliquote di personale del 53º Reggimento Fanteria e del deposito dello stesso 225º Reggimento Fanteria.
Con la formazione delle divisioni binarie nel 1939, viene inquadrato nella 53ª Divisione fanteria "Arezzo" con il 226º Reggimento Fanteria e il 53º Reggimento Artiglieria.

### Nella seconda guerra mondiale (1939-1945)
Il 10 giugno 1940 il reggimento ha in organico: comando e compagnia comando, tre battaglioni fucilieri, compagnia mortai da 81, batteria armi di accompagnamento da 65/17. Opera sul fronte greco-albanese e combatte nella zona di Monte Ivanit, Guri Kamias, Pleu i Kieve, Alta Valle Skumini.
Dal 29 novembre al 3 dicembre, il II Battaglione comandato dal maggiore Vincenzo Giachery viene coinvolto nei fatti d'arme nella zona di Guri Regianit.

## La storia recente

Fregio dell'Arma di Fanteria dell'Esercito Italiano (usato per la Fanteria di Linea)

## Comandanti

### (1916-1943) - (225º Reggimento fanteria Arezzo)
- 18.05.1916 - 19.06.1916 - Col. Antonino Sterio
- 20.06.1916 - 27.06.1916 - Ten.Col. Giovanni Brolis (interinale)
- 28.06.1916 - 29.06.1916 - Col. Antonino Sterio (ferito)
- 04.07.1916 - 06.07.1916 - Ten.Col. Achille Miravalle
- 11.12.1916 - 25.05.1917 - Col. Francesco Cuoco (caduto sul campo a Monfalcone q. 75)
- 26.05.1917 - 05.09.1917 - Ten.Col. Salvatore Bellacasa
- 13.09.1917 - Fine Guerra- Ten.Col. Gabriele Vallo
- 01.01.1919 - 15.02.1919 - Col. Enrico Roppi
- 01.01.1920 - 08.02.1920 - Col. Giovanni Bonino
- 09.02.1920 - 31.08.1920 - Col. Arturo Botteri
- 01.09.1920 - 01.02.1921 - Col. Raffaele Prandoni
- 02.02.1921 - 06.06.1921 - Col. Leandro Deambrogis
- 07.06.1921 - 24.12.1921 - Col. Romeo Rosetti
- 01.01.1922 - 31.01.1922 - Ten.Col. Giovanni Del Boca
- 01.02.1922 - 01.08.1924 - Col. Gabriele Vallo
- 02.08.1924 - 01.04.1928 - Col. Giuseppe Dallosta
- 01.10.1928 - 18.01.1931 - Col. Letterio Basile
- 19.01.1931 - 16.04.1933 - Col. Giuseppe Giuliano
- 17.04.1933 - 01.10.1936 - Col. Egisto Conti
- 02.10.1936 - 01.10.1937 - Col. Gustavo Sforzi
- 02.10.1937 - 01.04.1938 - Col. Niccolò Berlotto
- 02.04.1938 - 30.09.1938 - Col. Guido Terracina
- 01.10.1938 - 06.11.1940 - Col. Enrico Lugli
- 07.11.1940 - 10.07.1941 - Col. Pietro Tantillo
- 11.07.1941 - 30.08.1941 - Ten. Col. Giuseppe Morici
- 01.09.1941 - 02.1942 - Col. Oliviero Prunas
- 03.1942 - 20.04.1942 - Col. Giovanni D'andrea
- 21.04.1942 - 09.1942 - Ten. Col. Alberto Bianco Crista
- 09.1942 - 12.12.1942 - Col. Eduardo Rumbolo
- 13.12.1942 - 12.03.1943 - Col. Contrada Darwin
- 13.03.1943 - 25.08.1943 - Col. Giuliano Travaglini
- 26.08.1943 - 18.09.1943 - Col. Enrico Filippo
- 19.09.1943 allo scioglimento a seguito degli eventi determinati dall' armistizio - Col. Vittorio Vasco

### (1975-1992) - (225º Battaglione fanteria Arezzo)
- 16.11.1975 - 31.08.1977 - Col. Enzo Pecchi
- 01.09.1977 - 19.06.1979 - Ten.Col. Camillo Brialdi
- 20.06.1979 - 07.08.1981 - Ten.Col. Mario Savini
- 08.08.1981 - 28.07.1983 - Ten.Col. Carmine Barone
- 29.07.1983 - 17.05.1984 - Ten.Col. Emilio Punturo
- 18.05.1984 - 28.07.1985 - Ten.Col. Mario Sessa
- 29.07.1985 - 03.08.1987 - Ten.Col. Franco La Noce
- 04.08.1987 - 24.07.1988 - Ten.Col. F.Saverio Mondelli
- 25.07.1988 - 30.07.1990 - Ten.Col. Giuseppe Oddo
- 31.07.1990 - 13.09.1992 - Ten.Col. Giovanni Fantini

### (1992-1999) - (225º Reggimento Fanteria Arezzo)
- 14.09.1992 - 13.09.1993 - Col. Giovanni Di Rauso
- 14.09.1993 - 04.09.1995 - Col. Biagio Scalia
- 05.09.1995 - 27.01.1999 - Col. Antonio Radogna

## Stemma araldico

### Decreto
Decreto 19 gennaio 1977 (aggiornato in base a quanto disposto dallo SME con circ. 121 in data 09.02.1987 - Giornale Ufficiale del 14.02.1987.)
- Scudo: inquartato.
  - il primo d'argento, al cavallo rivolto, allegro, inalberato di nero (Arezzo)
  - il secondo d'azzurro caricato da una spada romana d'argento, manicata d'oro
  - il terzo di rosso al palo di nero, all'elmo d'oro di Scanderberg.
  - il quarto d'argento al filetto d'azzurro posto in banda ed al leone di rosso tenente nella branca destra una croce del Calvario d'oro caricata del Cristo in argento posto sul tutto (Etiopia)
  - il tutto abbassato al capo d'oro con il quartier franco d'azzurro caricato di monti d'argento all'Italiana.
- Corona turrita
- Ornamenti:
  - lista bifida: d'oro, svolazzante, collocata sotto la punta dello scudo, incurvata con la concavità rivolta verso l'alto, riportante il motto del Reggimento: "UBI NOS IBI VICTORIA".
  - accollata alla punta dello scudo con l'insegna dell'Ordine Militare d'Italia pendente al centro del nastro con i colori della stessa che rappresentano le 2 Croci di Cavaliere dell'Ordine Militare d'Italia.
  - Nastri rappresentativi delle ricompense al valore: annodati nella parte centrale non visibile della corona turrita, scendenti svolazzanti in barra e in banda dal punto predetto, passando dietro la parte superiore dello scudo.
    - nastro Azzurro con i bordi d'orati rappresentante la Medaglia d'oro al valor militare
    - nastro Azzurro con i bordi argentati rappresentante la Medaglia d'argento al Valor Militare
    - nastro Azzurro rappresentante la Medaglia di Bronzo al Valor Militare

### Sintesi della blasonatura
- 1° quarto: arme di Arezzo, a significare il legame territoriale del Reggimento con la città della quale porta il nome fin dalla sua costituzione.
- 2° quarto: sullo smalto d’azzurro, simbolo di amor di patria e lealtà, la spada romana è emblema di grande gloria militare.
- 3° quarto: l’elmo di Scanderberg, eroe nazionale d’Albania, ricorda le imprese compiute dai fanti del Reggimento sul fronte greco-albanese nel 1940-41.
- 4° quarto: il leone d’Etiopia testimonia la partecipazione del 225° alla campagna in Africa Orientale.
- Il capo d’oro simboleggia la massima ricompensa al V.M. concessa alla Bandiera del Reggimento; nel quartier franco "i monti all'italiana" per ricordare il fronte ove maggiore è stato l’impegno del 225° durante la guerra 1915-18.

## Insegne e Simboli
- Il Reggimento indossa il fregio della Fanteria (composto da due fucili incrociati sormontati da una bomba con una fiamma dritta). Al centro nella pulce è riportato il numero "225".
- Le mostrine del reggimento sono rettangolari di colore giallo e azzurro. Alla base della mostrina si trova la stella argentata a 5 punte bordata di nero, simbolo delle forze armate italiane.

## Motto del Reggimento
"Ubi nos ibi victoria" Il significato del motto del Reggimento è: "Dove siamo noi, lì è la Vittoria".

## Sedi
- 1920 - Milano
- 1920 - 1921 - Bergamo
- 1921 - 1926 - Foggia
- 1926 - 1943 - Ascoli Piceno
- 1975 - 1999 - Arezzo (Caserma Cadorna)

## Festa del reggimento
- 25 maggio –anniversario del fatto d’arme dell'Hermada (1917).

Ogni anno, a seguito di ricongiungimento sul social network Facebook di ex appartenenti al 225° si è deciso che nel mese di maggio, gli ex appartenenti del 225° Btg e Rgm Fanteria Arezzo, si ritrovano presso il piazzale d'armi dell'ex caserma "Cadorna" per ricordare questo glorioso corpo. Da questo gruppo nasce l'associazione "I Fanti del 225º Fanteria "Arezzo" Odv e la Sezione del Fante di Arezzo dell'Associazione Nazionale del Fante.

## Onorificenze

### Decorazioni alla Bandiera di Guerra
Data del conferimento: 20 febbraio 1948
Data del conferimento: 28 settembre 1937

### Decorati
Caporale del 225º Reggimento Fanteria Brigata Arezzo, decorato di medaglia d’oro per la sua ammirevole condotta a Capo Sile (VE) Il 23 giugno del 1918, nel corso della Battaglia del Solstizio.

## Persone legate al Reggimento
- Antonio Sant'Elia
- Emilio Milan
- Gen. Enrico LUGLI
- Teodoro Mariani
- Walter Brugiolo